# Іван Гудец
Іван Гудец (словац. Ivan Hudec; 10 липня 1947, Нітра — 7 лютого 2022) — словацький письменник, драматург, автор літературних творів для дітей та юнацтва. З 13 грудня 1994 по 30 жовтня 1998 був міністром культури Словаччини. Був членом партії «Рух за демократичну Словаччину» (партія більше не існує).

## Біографія
Навчався за спеціальністю «медицина» на Медичному факультеті Братиславського університету імені Коменського. В цей же період став одним із засновників студентського театру малих сценічних форм «Театр у Роланда», де був одночасно автором постановок, режисером, актором і організатором. Після закінчення вузу працював лікарем в містах Жиліна, Братислава та Чадца, пізніше знову працював в Братиславі заступником директора Державного санаторію. Після 1989 почав займатися політикою, в 1992 був кандидатом в парламент Словаччини, з 1994 був депутатом, а в 1994-1998 — міністром культури Словацької Республіки.

## Творчість
Гудец пише романи та оповідання, в яких розповідає про подружні проблеми, історії Словаччини або повертається до питань медичної сфери, в якій сам працював. Також є автором гротесків і містичних розповідей, також пише п'єси для театру.

## Твори

### Творчість для дорослих
- 1979 — Грішна любов, одиноких чоловіків, новела
- 1981 — Смак забороненого плоду, роман
- 1981 — Поцілунок бешкетника, збірка оповідань
- 1985 — Пангарти, історичний роман про слвоацком регіоні Кісуце
- 1985 — Чорні діри, роман-новела
- 1987 — Таємнича посмішка беззубого ангела, збірка оповідань
- 1988 — Життя всередині дужок, твір опубліковано тільки угорською мовою
- 1989 — Експеримент під назвою «любов», новела
- 1989 — Еротичні розповіді
- 1990 — Прабатько Само, гротеск з історичними елементами
- 1992 — Біла пані, мертвий пан, збірник історичних і містичних розповідей (співавтор Петер Ярош)
- 1994 — Словаччина, батьківщина моя

## Творчість для дітей
- 1994 — Легенди і міфи стародавніх слов'ян

## Драма
- 1974 — Острови, театральна п'єса для студентського театру «У Роланда» (співавтор Петер Белан)
- 1986 — Князь, драматичний триптих, том перший (співавтор Петер Вало)
- 1987 — Історичні ігри
- 1988 — Брати, драматичний триптих, том другий (співавтор Петер Вало)
- 1989 — Велика Моравія
- 1990 — Король Святополк, драматичний триптих, том третій (співавтор Петер Вало)